# Grandvillers
Grandvillers is een gemeente in het Franse departement Vosges (regio Grand Est) en telt 712 inwoners (1999). De plaats maakt deel uit van het arrondissement Épinal.

## Geografie
De oppervlakte van Grandvillers bedraagt 17,5 km², de bevolkingsdichtheid is 40,7 inwoners per km².
De onderstaande kaart toont de ligging van Grandvillers met de belangrijkste infrastructuur en aangrenzende gemeenten.

## Demografie
Onderstaande figuur toont het verloop van het inwonertal (bron: INSEE-tellingen).

## Externe links

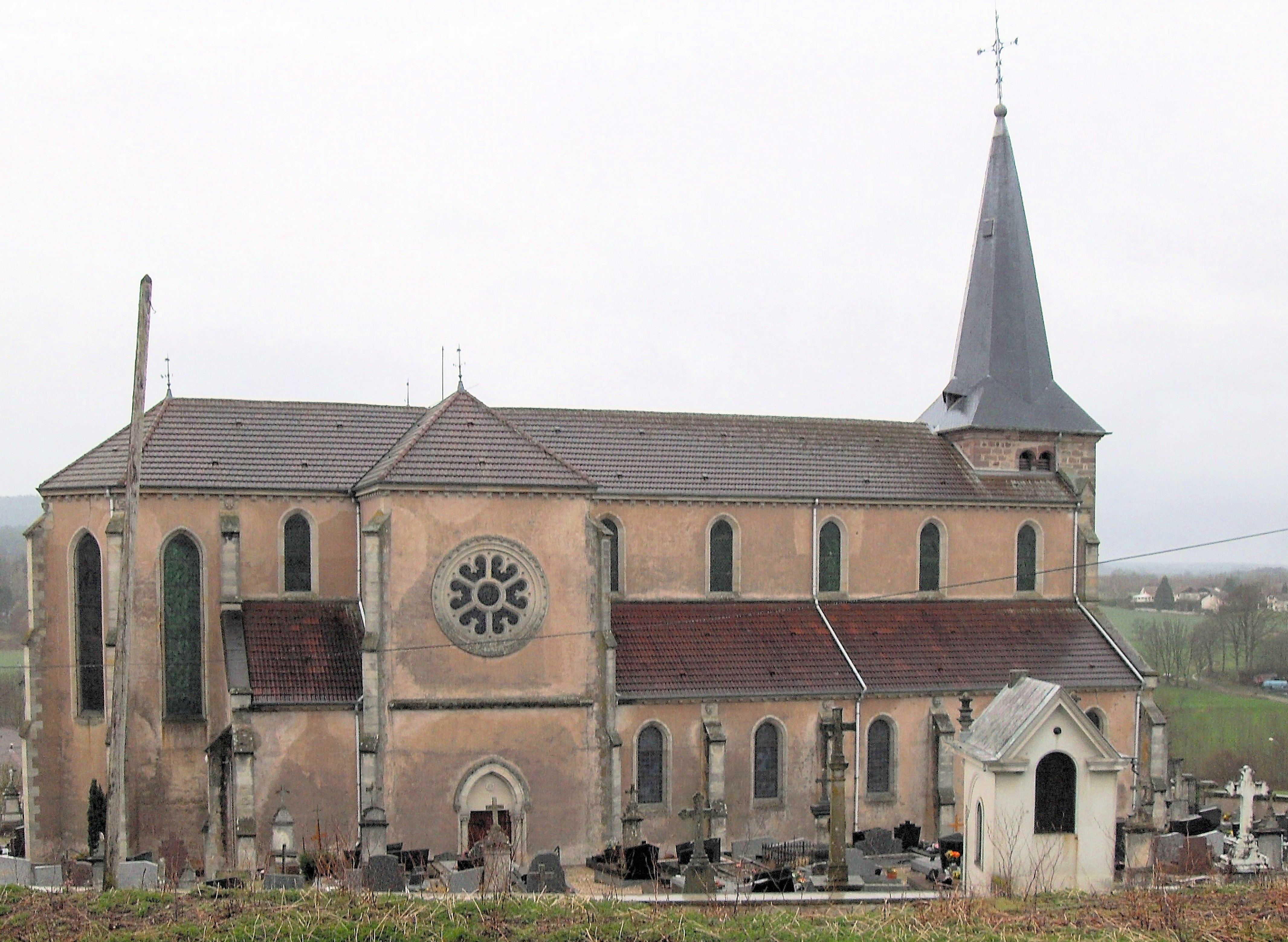
Noordzijde van de kerk in Grandvillers